# Débat sur le bombardement d'Auschwitz

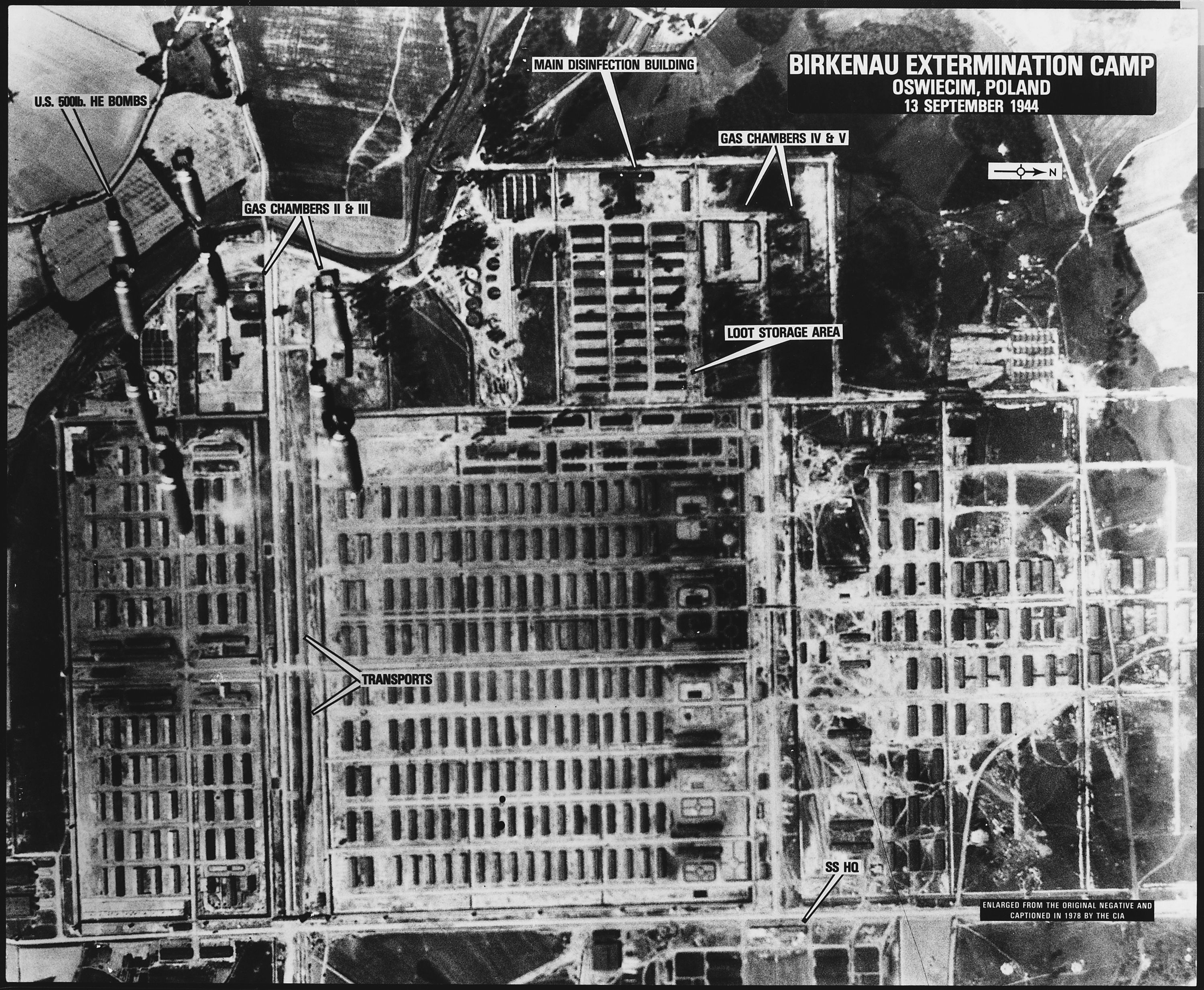
Photographie de reconnaissance prise au-dessus d'Auschwitz II lors du bombardement d'IG Farben, le 13 septembre 1944. On aperçoit les bombes en haut à gauche de l'image, elles atteindront des cibles plus à l'Est

La question du bombardement du camp de concentration d'Auschwitz et les raisons pour lesquelles les Alliés décidèrent de ne pas l'effectuer continuent d'être étudiées par les historiens.
Michael Berenbaum explique qu'il s'agit non seulement d'une question historique, mais également d'une question morale emblématique de la position des Alliés à l'égard de la Shoah durant la Seconde Guerre mondiale. L'historien David S. Wyman qui a longuement étudié les réactions des États-Unis face à cet enjeu, s'interroge : 

« Comment se fait-il que les gouvernements des deux plus grandes démocraties occidentales, sachant qu'il existait un endroit où 2 000 êtres humains sans défense pouvaient être tués toutes les trente minutes, sachant que ces exterminations continuaient, encore et encore, n'ont pas ressenti le besoin de trouver une voie pour éradiquer ce fléau de la surface de la terre ? »

D'autres auteurs, comme William Rubinstein, James H. Kitchens, et Richard H. Levy soutiennent que cette question ne repose sur aucune base et que l'idée d'un bombardement d'Auschwitz ou des voies ferrées qui y conduisent est dans une très large mesure une invention de l'après-guerre.

## Ce que les Alliés savaient de la Shoah
A la fin de l'année 1942, Jan Karski informa les gouvernements polonais, britannique et américain de l'extermination des Juifs en Pologne occupée. N'étant pas au courant de l'existence des chambres à gaz, il relayait une information, courante à l'époque, que les Juifs étaient tués par l'électricité. Il prit contact avec des politiciens polonais en exil — dont le Premier ministre — tout comme avec des formations politiques telles que le Parti socialiste polonais, les démocrates chrétiens (en), le Parti national (en), le Parti populaire (en), le Parti travailliste juif (en) et le Poale Zion.
Il parla également à Anthony Eden, le ministre des Affaires étrangères britannique. Il témoigna sur ce qu'il avait vu au camp d'extermination de Bełżec et à Varsovie. La plupart de ceux auprès desquels il s'adressa ne le crurent tout simplement pas ou pensèrent que les propos étaient exagérés, déformés par le gouvernement polonais en exil. Ses témoignages étaient pourtant une source de premier plan pour l'information des alliés et contribuèrent néanmoins à la Déclaration interalliée du 17 décembre 1942. Cette déclaration a été publiée simultanément par les gouvernements américain, britannique et soviétique au nom des puissances alliées. Dans cette déclaration, ils décrivaient les événements en cours, notamment la Shoah en Allemagne nazie et dans l'Europe occupée. C'est un acte précurseur à la fondation de l'ONU. La déclaration fut lue aux Communes dans un discours solennel d'Anthony Eden, Secrétaire au Foreign Office, et publié sur la une du New York Times et de bien d'autres journaux.

En 1943, Jan Karski poursuit son entreprise, il rencontre le journaliste Arthur Koestler. Il traverse ensuite l'Atlantique où il rencontre le président Franklin D. Roosevelt. Aux États-Unis, il rencontre également Felix Frankfurter, Cordell Hull, William Joseph Donovan et Stephen Wise. Il rencontre des membres du clergé, des personnalités de l'industrie cinématographique à Hollywood.
Du 19 au 30 avril 1943, durant le soulèvement du ghetto de Varsovie, les membres du gouvernement du Royaume-Uni et des États-Unis tinrent une conférence internationale à Hamilton, aux Bermudes. Le point central de cette conférence était la question des réfugiés juifs qui avaient été libérés des camps par les Alliés et ceux qui restaient encore en Europe occupée. La seule chose qui résulta de cette conférence était que la guerre contre les Nazis devait absolument être remportée. Les quotas d'immigration de ressortissants juifs ne furent pas revus aux États-Unis, pas plus que les possibilités d'émigration en Palestine sous contrôle britannique.

Une semaine plus tard, le mouvement américain sioniste Committee for a Jewish Army lance une cinglante réplique à l'encontre du gouvernement américain dans le New York Times condamnant le gouvernement et envisageant la conférence des Bermudes comme une « moquerie » à l'encontre des promesses antérieurement faites au peuple juif et à ceux d'entre eux subissant la domination allemande. En guise de protestation, l'un des membres du Gouvernement polonais en exil se suicide.

## Ce que les Alliés savaient d'Auschwitz
Entre avril 1942 et février 1943, l'Intelligence Service britannique intercepte et décode des messages allemands concernant la mort de prisonniers pour plus de dix camps de concentration dont Auschwitz.
L'Office of Strategic Services (le précurseur de la Central Intelligence Agency (CIA)) qui fut fondé en 1941-1942 pour coordonner les activités de renseignement et d’espionnage en territoire occupé, reçoit des rapports en provenance d'Auschwitz en 1942,.

### Rapports concernant Auschwitz
Les premières informations concernant le camp de concentration d'Auschwitz furent publiées en 1940-1941 dans des journaux clandestins polonais (Polska żyje, Biuletyn Informacyjny (en)). À partir de 1942, des membres du Bureau de l'information et de la propagande de la Armia Krajowa (armée de l'intérieur) publient également quelques brochures relatant des récits d'évadés. La première fut l'histoire de Halina Krahelska (en) qui raconta ses mémoires de prisonnière et qui fut publiée en avril 1942 à Varsovie. La seconde publication, en 1942 toujours, concernait le livre Obóz śmierci (Camp de la mort) écrit par Natalia Zarembina et publié par Polish Socialist Party – Freedom, Equality, Independence (en). À l'été 1942, une troisième publication intitulée W piekle (En enfer) sort. L'auteur, polonais, est le fondateur du mouvement Żegota, Zofia Kossak-Szczucka.
Par la suite, lors de l'Aktion Reinhard, la principale source d'information pour les Alliés à propos de l'existence d'Auschwitz était le rapport de Witold Pilecki envoyé via la résistance polonaise en Grande-Bretagne à Londres. Il avait été écrit par le capitaine Witold Pilecki qui avait passé un total de 945 jours dans le camp. Ce fut la seule personne connue à s'être fait déporter volontairement dans le camp. Il fit parvenir son rapport au quartier général de la résistance polonaise à Varsovie via l'organisation clandestine Związek Organizacji Wojskowej qu'il avait organisé à l'intérieur d'Auschwitz. Witold Pilecki espérait que soit les Alliés parachuteraient des armes pour l'Armia Krajowa (AK) pour organiser un assaut du camp depuis l'extérieur soit d'y parachuter directement la Première Brigade indépendante de parachutistes polonaise pour libérer le camp. Une évasion spectaculaire permit la transmission du premier rapport Pilecki. Le 20 juin 1942, Kazimierz Piechowski (matricule no 918) s'évada avec trois co-détenus, Stanisław Gustaw Jaster, Józef Lempart et Eugeniusz Bendera. Les évadés avaient volé des uniformes de membres de la 3e Panzerdivision SS Totenkopf, des armes, et une voiture Steyr avec laquelle ils étaient sortis par la porte principale du camp. Les Allemands n'en reprirent jamais aucun d'eux.
Le 4 février 1943, le Belge Victor Martin part, muni d'autorisations pour visiter des confrères universitaires à Francfort, Berlin et Breslau en mission de reconnaissance pour la résistance et revient en Belgique, avec des informations en mai 1943. Il a parlé à des ouvriers français du STO près de Katowice qui l'informent de ce qui se passe au camp d'Auschwitz. Arrêté à Breslau le 10 février 1943 il est incarcéré au camp de Radwitz dont il s'échappe le 15 mai 1943. Il fait un rapport à Hertz Jospa du Comité de défense des Juifs rattaché au Front de l'Indépendance et ses informations sont transmises à Londres. Sa mission incite la résistance à organiser la protection des enfants juifs de Belgique.
Le 7 avril 1944, deux jeunes détenus juifs Rudolf Vrba et Alfred Wetzler, s'échappent d'Auschwitz emportant des informations détaillées de la topographie du camp, des chambres à gaz et du nombre de personnes assassinées. Ces informations qui constitueront le Rapport Vrba-Wetzler atteignent la communauté juive de Budapest le 27 avril. Le représentant suisse du War Refugee Board américain, Roswell McClelland en reçut une copie mi-juin et le transmit à son directeur, Raul Hilberg le 16 juin 1944. Le 15 juin, les informations contenues dans le rapport furent diffusées sur la BBC et le 20 juin par le New York Times. Le rapport complet fut publié pour la première fois le 25 novembre 1944 par le War refugee board, le jour où les treize derniers prisonniers, toutes des femmes, furent tuées à Auschwitz,.
En août 1944, le gouvernement polonais fait parvenir au ministère des affaires étrangères britannique les plans d'Auschwitz.
Lors de la cérémonie du soixantième anniversaire de la libération du camp d'Auschwitz-Birkenau, le 27 janvier 2005, le ministre des affaires étrangères, Władysław Bartoszewski, lui-même ex-détenu (matricule n°4427), dit dans son discours: « Les mouvements de résistance polonais n'eurent de cesse d’interpeller et d'alarmer le monde libre de la situation. Dans le dernier quart de 1942, grâce à la mission de l'émissaire Jan Karski et par d'autres biais, le gouvernement des États-Unis et du Royaume-Uni étaient bien informés de ce qui se passait à Auschwitz-Birkenau. »

### Les reconnaissances alliées et les missions de bombardement

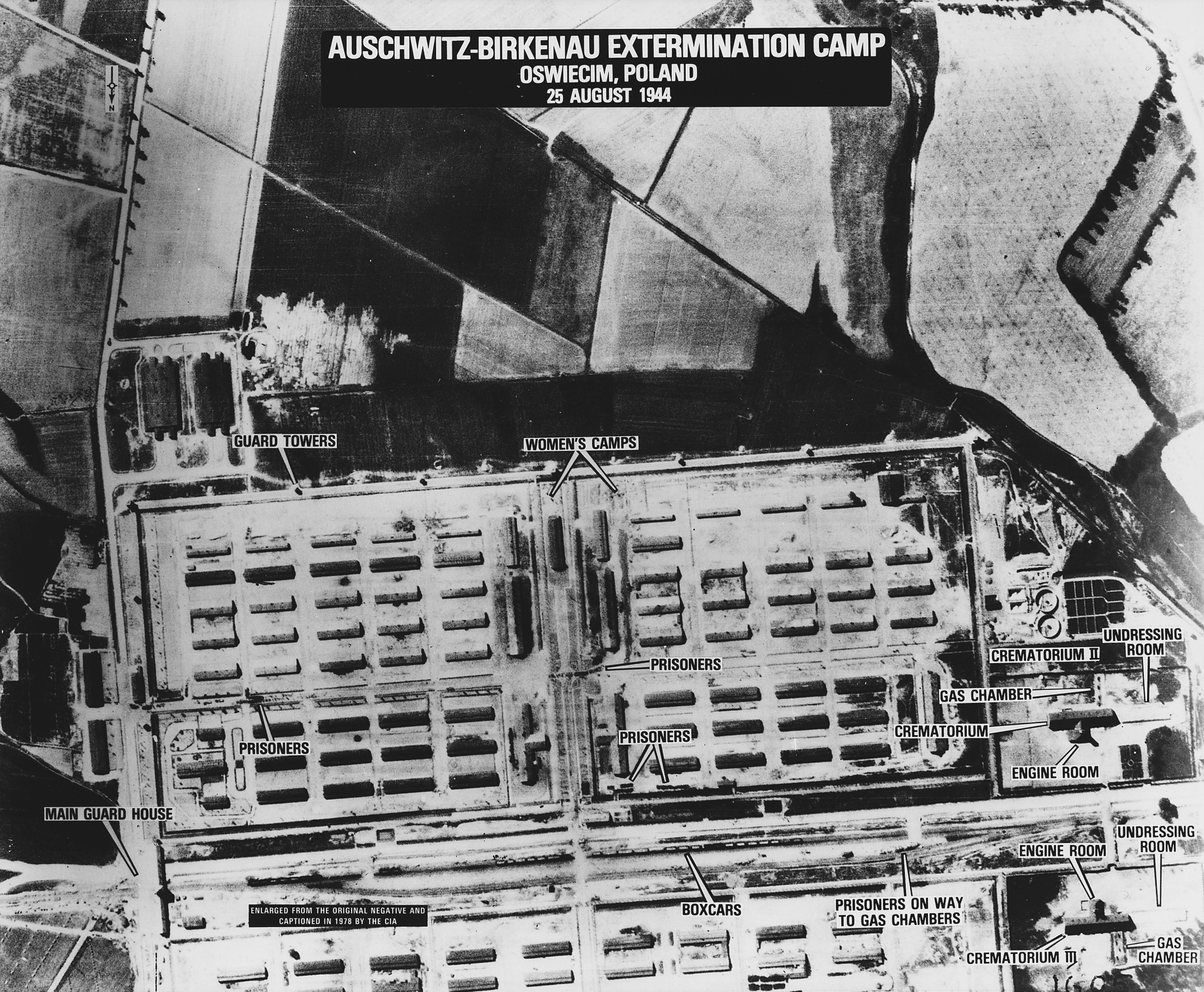
Photographie d'Auschwitz II - Birkenau prise par un avion de reconnaissance américain le 25 août 1944. Les crématoires II et III et les chambres à gaz sont bien visibles.

Le premier avion de reconnaissance allié survola le camp le 4 avril 1944 lors d'une mission pour photographier les installations de Monowitz (Auschwitz III). Le 26 juin 1944, 71 Bombardiers lourds Boeing B-17 survolent le camp près des trois voies ferrées qui y conduisent
Le 7 juillet 1944, peu de temps après, le département de la Guerre américain refusa de satisfaire la demande de dirigeants juifs de bombarder les voies ferrées conduisant à Auschwitz à l'occasion d'une mission de bombardement sur les raffineries de Blechhammer. Buna werke, le complexe industriel d'IG Farben situé à proximité du camp de travail de Monowitz (Auschwitz III), lui-même situé à 5 kilomètres du camp principal d'Auschwitz I, a été bombardé à quatre reprises depuis le 20 août 1944 au 26 décembre 1944. Lors du dernier bombardement, le 455th Bomb Group américain bombarda non seulement Monowitz mais également des cibles proches d'Auschwitz II - Birkenau. L’hôpital militaire SS fut touché et cinq membres de la SS furent tués.
Le complexe d'Auschwitz fut photographié par erreur à plusieurs reprises durant des missions de reconnaissance sur des cibles militaires situées à proximité. Cependant, les personnes chargées des analyses photographiques ignoraient tout d'Auschwitz contrairement à la hiérarchie militaire et politique qui, elles, ignoraient l'existence de ces clichés. C'est pour cette raison que les photographies aériennes ne jouèrent aucun rôle dans la réflexion sur un éventuel bombardement d'Auschwitz.

## Bombarder Auschwitz: considérations techniques
En raison de la controverse qui fit rage dans les années 1970, de nombreux experts se sont penchés sur les implications soulevées par un éventuel bombardement d'Auschwitz et de son chemin de fer et ont conclu que ce projet aurait été extrêmement difficile et risqué et que les chances d'obtenir des résultats significatifs auraient été minces. Il parait raisonnable d'affirmer que la conviction de John J. McCloy était faite dès ses premières analyses au point que la question ne fut jamais débattue avec le président Roosevelt,,,.
En 2004, un documentaire, Auschwitz; the forgotten evidence (Auschwitz, la preuve oubliée) contenait des interviews des historiens William Rubinstein et Richard Overy. Le reportage revient sur la demande du 6 juillet 1944 de l'Agence juive concernant le bombardement d'Auschwitz par les alliés et sur les photographies de reconnaissance pour en examiner la faisabilité opérationnelle et technique. Deux catégories de bombardement pouvaient être envisagées : un tir de précision mené par des bombardiers légers du type Mosquito et un bombardement de la zone par des bombardiers lourds. Selon cette analyse, un tir de précision sur les installations ferroviaires était tellement courant à cette époque que les allemands avaient des équipes spécialisées capables de tout remettre en état de fonctionnement en quelques heures, voire, au maximum, en quelques jours. Par ailleurs, le ravitaillement du camp aurait été interrompu et les détenus en auraient souffert. Un bombardement massif de la zone d'Auschwitz-Birkenau aurait quant à lui causé trop de victimes dans la population des camps.
À partir de mars 1944, selon David Wyman, les alliés ont la maîtrise du ciel au-dessus de l'Europe. Il écrit que le 15th United States Army Air Forces, basé en Italie, avait le rayon d'action pour effectuer un bombardement d'Auschwitz à partir de début mai 1944,.
Le général Ira C. Eaker, le commandant américain de la Mediterranean Allied Air Forces (en) dont les avions étaient prêts à assurer des bombardements dans la région d'Auschwitz rend visite au ministère de l'Air en juillet 1944. Lorsque l'éventualité d'un bombardement d'Auschwitz fut évoquée avec lui, il marqua son soutien plein et entier à la proposition. Il envisagea cela comme une mission que les bombardiers américains pouvaient et devaient faire.
Le 24 août 1944 l'U.S. Army Air Force réalise un bombardement d'usines situées à proximité de Buchenwald, malgré les conditions optimales, 315 prisonniers furent tués, 525 grièvement blessés et 900 légèrement.

## Demandes de bombardement et réactions
Aucune demande de bombarder Auschwitz ou ses installations ferroviaires ne fut faite par quiconque avant mai-juin 1944 écrit William Rubinstein, l'ancien président de la Jewish Historical Society of England. La première demande de ce type émanait d'un rabbin slovaque, Michael Dov Ber Weissmandel et fut faite à l'Agence juive, le 16 mai 1944. Presque simultanément, deux autres membres de l'Agence juive firent la même demande de manière indépendante. Yitzhak Gruenbaum transmit ces demandes au consul-général américain à Jérusalem, Lowell C. Pinkerton et Moshé Sharett font suivre à George Hall, le sous-secrétaire d'état aux affaires étrangères britannique. Cependant, l'idée est entre-temps abandonnée par le bureau exécutif de l'Agence juive. Rubinstein dit que le 11 juin 1944, le bureau exécutif de l'agence, présidé par David Ben Gourion, étudie l'éventualité et s'oppose formellement au bombardement d'Auschwitz. Ben Gourion résume les débats : « La position du bureau est que nous ne devrions pas demander aux Alliés de bombarder des endroits où se trouvent des Juifs. »

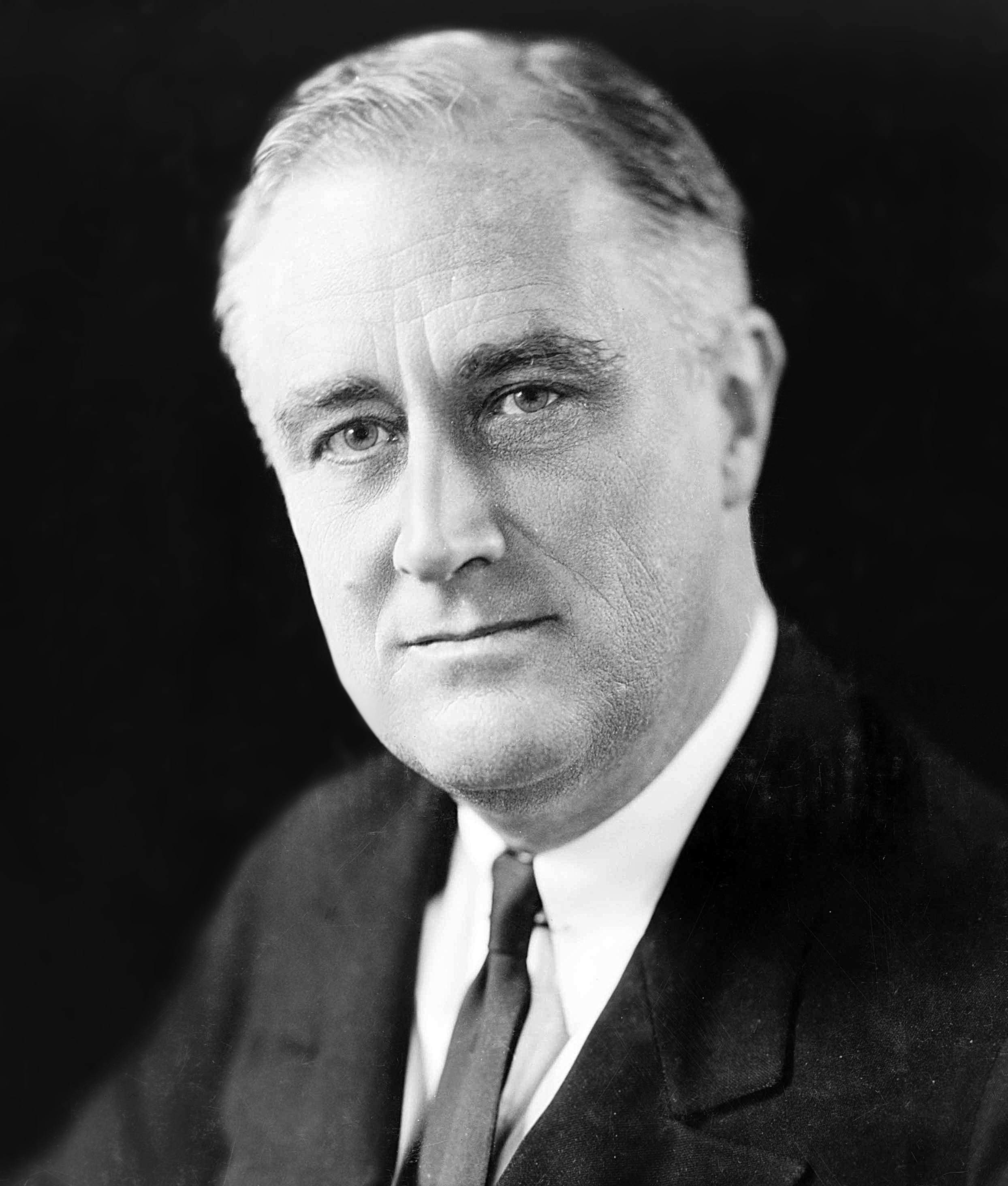
Franklin Delano Roosevelt

Entre-temps, George Mantello distribue les Protocoles d'Auschwitz (incluant le rapport Vrba-Wetzler et les protestations et campagnes de presse suisses). Le 19 juin 1944, l'Agence juive à Jérusalem reçoit le résumé des rapports. À sa lecture, David Ben Gourion et le bureau de l'Agence revoient leur position prenant toute la mesure du fait qu'Auschwitz était un camp d'extermination et pressent le président Franklin Delano Roosevelt de procéder au bombardement d'Auschwitz et de ses voies ferrées.

Peu de temps après, Benjamin Akzin (en), un jeune officiel du War Refugee Board fait la même demande pressante. Cette demande fut mise par écrit, le 29 juin 1944 et transmise à son supérieur, Lawrence S. Lesser. Cette demande fut totalement désavouée par la direction de l'organisation juive. Le 28 juin, Lesser avait rencontré Léon Kubowitzki du Congrès juif mondial qui s'est catégoriquement opposé à l'idée. Le 1er juillet 1944, Kubowitzki adresse un courrier au directeur du War refugee Board, John W. Pehle : 

« La destruction des installations de mort ne peut être effectuée par les airs en raison du fait que les premières victimes seront les Juifs détenus dans ces camps et qu'un tel bombardement serait, pour les Allemands, un prétexte bienvenu pour affirmer que les juifs ont été tués non par leurs assassins mais par les bombes alliées »

### Réactions américaines

John J. McCloy à son arrivée à Berlin en 1945

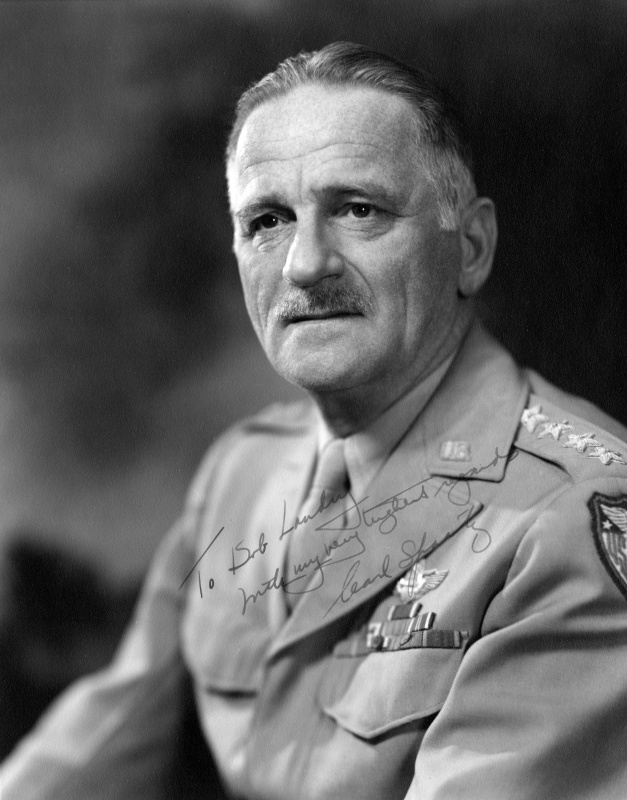
Carl Spaatz

En juin 1944, John Pehle du War Refugee Board et Benjamin Akzin, un activiste sioniste aux États-Unis, pressent le secrétaire à la Guerre des États-Unis, John J. McCloy de bombarder les camps. McCloy avait dit à ses assistants de « tuer » la demande puisque la United States Army Air Forces avait décidé en février 1944 de ne rien bombarder « dans le but de porter secours aux victimes de l'oppression ennemie » mais de se concentrer sur des cibles militaires. Cependant, Rubinstein explique qu'Akzin n'était pas personnellement impliqué dans les discussions entre Pehle et McCloy. Pehle, quant à lui, expliquait qu'il transmettait une idée proposée par d'autres et qu'il avait quelques réserves en la matière et, qu'à ce stade, il ne demandait pas aux alliés de réagir à cette demande autrement qu'en l'évaluant de manière approfondie.
Le 2 août 1944, le général Carl Andrew Spaatz, commandant de l'U.S. strategic air forces, manifeste son intérêt pour un bombardement d'Auschwitz.
Plus tard, à l'été ou au début de l'automne 1944, le War Refugee Board fait savoir au département de la Guerre américain qu'il ne soutient aucune proposition, que ce soit le bombardement du camp ou de ses voies ferrées.
Le 4 octobre 1944, le département de la Guerre envoie (et seulement à ce moment) une proposition de bombardement au général Carl Andrew Spaatz en Angleterre pour qu'il l'étudie. Bien que les officiers de Spaatz ont lu le message de Mann relatif au fait que les Allemands semblent accélérer le processus d'extermination dans les camps en Pologne, ils ne purent percevoir aucun avantage pour les victimes en écrasant les installations sous un tapis de bombes et décidèrent de ne pas effectuer un tel bombardement.
Finalement, le 8 novembre 1944, Pehle changea timidement ses vues et demanda à John J. McCloy de bombarder le camp. Il expliqua que cela pourrait aider certains des détenus à s'évader et serait bon pour le moral des groupes clandestins. D'autres changèrent également d'opinion mais en novembre 1944 l'activité du camp semblait presque complètement à l'arrêt.

### Réactions britanniques

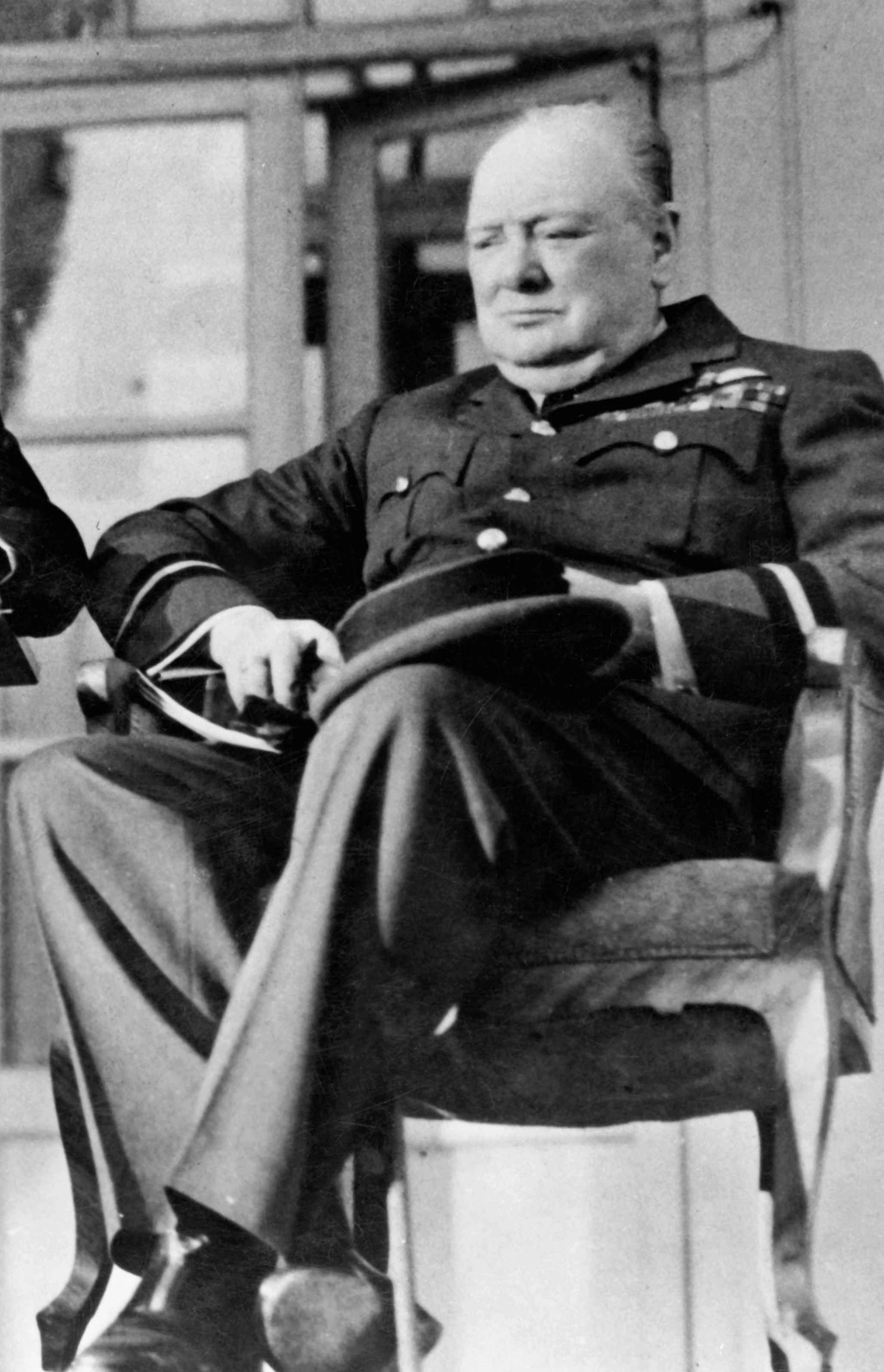
Churchill à la conférence de Téhéran en 1943

Le premier ministre britannique, Winston Churchill, n'envisageait pas le bombardement comme solution. Il partait du fait que les bombardements étaient imprécis et auraient tué des prisonniers au sol. La guerre terrestre devait d'abord être remportée. Les bombardements étaient utilisés contre les villes allemandes et pour des bombardements en tapis des lignes de front mais selon Martin Gilbert Winston Churchill finira par souhaiter ce bombardement. En ce qui concerne les camps de concentration, il écrit, le 11 juillet 1944 : 

« toutes les personnes concernées par ce crime et qui tomberont entre nos mains, y compris les personnes qui n'ont fait qu'obéir aux ordres pour rendre cette boucherie possible devraient être mises à mort »

Le ministère de l'Air fut chargé d'étudier un éventuel bombardement mais y renonça pour des « raisons opérationnelles » qui ne furent pas explicitées en temps de guerre.

## Documentaire
- (en) Lucy Carter, Auschwitz, the forgotten evidence, Flash back Television, 2004, 45 min.